# Estação Tretiakovskaia (linha Kalininskaia)
Tretiakovskaia (em russo:  Третьяковская) é uma estação terminal da linha Kalininskaia (Linha 8) do Metro de Moscovo, na Rússia. Estação «Tretiakovskaia» está localizada após a estação «Marxistskaia».